# Sant Romà de Comiols
Sant Romà de Comiols és una església del municipi d'Artesa de Segre protegida com a bé cultural d'interès local.

## Descripció
Edifici d'una sola nau, cobert amb volta de canó suportada per arcs formers i reforçada amb arcs torals. A llevant té un absis semicircular comunicat amb la nau mitjançant un complexa sistema d'arcs, té tres finestres de doble esqueixada. Ambdós costats de la nau hi ha una absidiola semicircular que precedeix l'arc triomfal de l'absis central, formant una capçalera trevolada. A la façana de ponent hi trobem la porta d'arc de mig punt, una finestra de doble esqueixada i el campanar d'espadanya força malmès. L'interior és arrebossat i hi ha la data 1780. El paviment de lloses de pedra és original. Les façanes no tenen ornamentació i l'aparell és de carreuó ben escairat disposat en filades regulars, n'hi ha una d'opus spicatum. Malgrat l'abandonament és un edifici cuidat que no ha sofert transformacions remarcables que enaltiren la seva estructura.

## Història
L'església depenia de l'abadia de Sant Pere d'Àger a través del priorat canonical de Montmagastre. A l'acta de datació de la canònica de l'any 1054 la parròquia de Sant Romà rep una donació. L'any 1065 Sant Miquel de Montmagastre es convertí en priorat d'Àger i d'aquesta manera la parròquia de Comiols passà a integrar-se en el patrimoni de l'esmentada abadia. Existeix més documentació que recull diverses donacions a aquesta església. La subjecció de la parròquia de Comiols a Àger es va mantenir fins al s. XIX. Actualment tant l'església com el poble són abandonats.